# Farès Hamdi
Farès Hamdi, né le 17 avril 1980, est un athlète handisport tunisien, actif principalement en saut en longueur dans la catégorie F37. Il participe à trois éditions des Jeux paralympiques, remportant une médaille à chaque fois mais dans des épreuves différentes.
Son premier succès intervient lors des Jeux paralympiques d'été de 2000 à Sydney, où il obtient une médaille d'or au saut en longueur F37. Quatre ans plus tard, lors des Jeux paralympiques d'été de 2004 à Athènes, il se classe septième au saut en longueur F36-38 mais décroche une médaille d'or au relais 4 × 400 m T35-38. Lors de sa dernière participation, aux Jeux paralympiques d'été de 2008 à Pékin, il se classe sixième au saut en longueur F37/38, mais remporte une médaille de bronze au relais 4 × 100 m T35-38.
Aux championnats du monde d'athlétisme handisport 2002 à Villeneuve-d'Ascq, il décroche une médaille de bronze au saut en longueur F36-38 et se classe sixième au relais 4 × 400 m T35-38. Il remporte ensuite une médaille de bronze lors des championnats 2006 à Assen au saut en longueur F37 et se termine quinzième au 100 m T37.